# Oberladerding
Oberladerding ist eine Rotte in der Marktgemeinde Bad Hofgastein im österreichischen Bundesland Salzburg.

## Geografie
Die Rotte Oberladerding gehört zur Ortschaft Laderding und zur Katastralgemeinde Harbach. Nördlich der Siedlung fließt der Aubach, ein Nebenbach der Gasteiner Ache.

## Kultur und Sehenswürdigkeiten
Die Kapelle von Laderding steht nordöstlich des Orts. Sie wurde 1953 vom Bauern Jakob Gruber nach seiner Rückkehr aus dem Zweiten Weltkrieg errichtet. Ein bauhistorisch bemerkenswerter Bauernhof in Oberladerding ist das Aschergut (Laderding Nr. 7).